# Sonnenpflanze

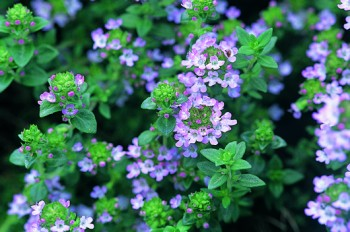
Echter Thymian (Thymus vulgaris)

Sonnenpflanzen oder Lichtpflanzen (Heliophyten) sind aufgrund ihres Baus und Stoffwechsels an Standorte mit sehr starker Sonnenstrahlung angepasst. Zu den Sonnenpflanzen gehören unter anderem die Königskerze, das Heidekraut, der Thymian und die Silberdistel. Oft sind sie auf der offenen Feldflur, auf Felsen, Trockenrasen und in Heiden zu finden.
Zu den speziellen Merkmalen gehören derbe kleine Blätter mit Haaren und Wachsüberzug zum Schutz vor übermäßiger Lichtstrahlung und Wasserverlust. Im Aufbau unterscheiden sich die Blätter durch die häufig beobachtete doppelte Palisadenschicht. Auch die Chloroplasten besitzen Schutzeinrichtungen wie Carotinoide und Enzyme, die eine Anhäufung von reaktiven Sauerstoffverbindungen, die giftig wirken, vermeiden. Außerdem befinden sich mehr Spaltöffnungen an den Blättern, um einen stärkeren Gasaustausch zu ermöglichen. Dadurch wird auch die Photosyntheserate erhöht.
Im Gegensatz zu Schattenpflanzen besitzen Sonnenpflanzen einen hohen Lichtkompensationspunkt, d. h., sie brauchen höhere Lichtintensitäten, um effektiv Kohlenstoffdioxid zu fixieren. Sonnenblätter erbringen sehr große Leistungen von bis zu {\textstyle \mathrm {\frac {30\,\mu mol}{m^{2}\,s}} } CO2. Allerdings haben sie im Vergleich zu anderen Blättern einen höheren Grundumsatz.